# 清水溪 (宜蘭縣)

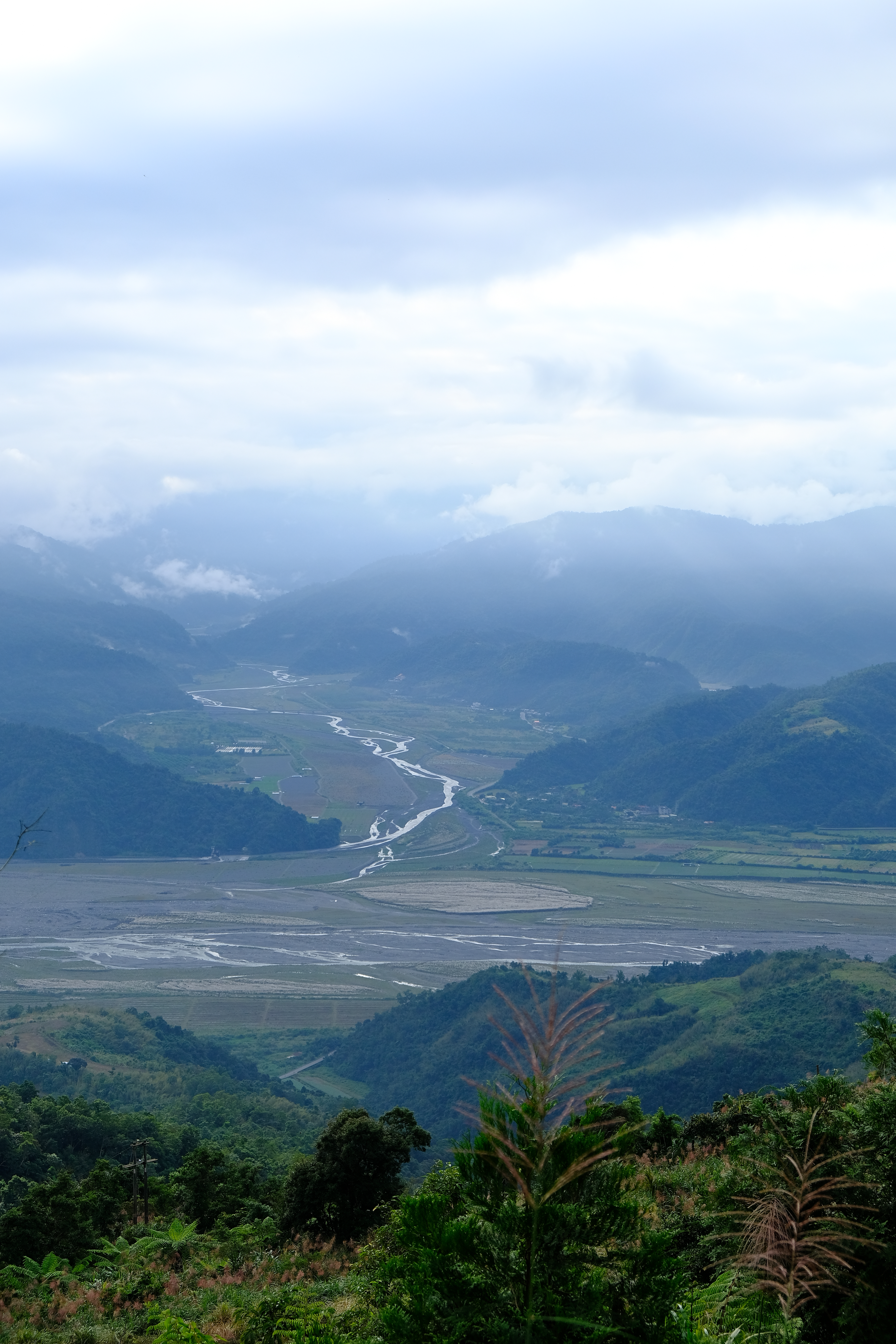
清水溪與蘭陽溪匯流處

清水溪位於台灣東北部，為蘭陽溪支流，流域分佈於宜蘭縣中部，包含三星鄉西部及大同鄉中部偏東地區。主流（最長河道）上游為大溪，發源於三星山北北東方約1.5公里處標高2,236公尺山峰東北側，向北北東流至清水橋與清水溪本流會合後，轉向西北流經清水湖（聚落名）後注入蘭陽溪。

## 水系主要河川
- 清水溪：宜蘭縣三星鄉、大同鄉
  - 燒水溪：三星鄉、大同鄉
    - 赤鹿坑溪：大同鄉
    - 跌死人坑：大同鄉

  - 大溪：大同鄉